# Viktor Norén
Viktor Johannes Norén, född 19 september 1985 i Borlänge, Kopparbergs län, är en svensk sångare, låtskrivare och producent uppvuxen i Borlänge, men bor numera i Stockholm. Han är yngre bror till musikerna Gustaf Norén och Carl Norén.

## Biografi
Viktor Norén debuterade som sångare i bandet Sugarplum Fairy som han bildade tillsammans med brodern Carl Norén och Kristian Gidlund 1998. De fick sitt genombrott 2004 med singeln Sweet Jackie skriven av Viktor och Kristian. Den rönte stora framgångar i Tyskland och Japan, därefter  turnerade de i stora delar av Europa. År 2008 släpptes bandet sista album och i samband med Kristian Gidlunds bortgång 2013 slutade bandet att spela tillsammans för gott.
År 2016 bildade han State Of Sound och släppte sin första singel Higher Love i januari 2016. Singeln klättrade snabbt på listorna och sålde guld i Sverige. State Of Sound har över 200 miljoner streams på deras katalog. Gruppen har skrivit, producerat och remixat låtar för artister som Dagny, Bruno Martini, Filatov & Karas, Eric Saade, Linnéa Henriksson, Frans och Janice med flera. Deras singel Wake Up Where You Are nådde topp 100-listan på Spotify i över 21 länder och har sålt platinum i Sverige.
År 2019 inledde Viktor och hans bror Gustaf Norén sitt första gemensamma samarbete och ett år senare släppte de ett album tillsammans. Albumet är skrivet tillsammans med nära vännen Björn Olsson.
Utöver artistkarriären har Viktor Norén spelat huvudrollen i musikalen American Idiot, baserad på det amerikanska rockbandet Green Day's album med samma namn från 2004. Han spelade även rollen som Mick Jagger i den tyska filmen Das Wilde Leben, som heter Eight Miles High på engelska 2007.
Norén var en av deltagarna i 2021 års säsong av TV-programmet Så mycket bättre.
År 2023 var han en av jurymedlemmarna i TV-programmet Talang. Han gjorde även en av huvudrollerna i musikalen Hair tillsammans med Moonica Mac på Göta Lejon våren 2023.
I maj 2023 hade TV-serien Bröderna Noréns underbara resa, premiär på TV4. I serien medverkar Viktor och Gustaf Norén.
2024 spelade Viktor huvudrollen, Galileo, i Queenmusikalen We Will Rock You på Dalhalla och under våren 2025 ute på arenaturné runt om i Sverige. 

## Filmografi
- 2007 – Eight Miles High

## Teater

### Roller
| År   | Roll    | Produktion                                            | Regi             | Teater                          |
| ---- | ------- | ----------------------------------------------------- | ---------------- | ------------------------------- |
| 2016 | Johnny  | American Idiot Billie Joe Armstrong och Michael Mayer | Philip Zandén    | Cirkus, Stockholm               |
| 2021 | Johnny  | American Idiot Billie Joe Armstrong och Michael Mayer | Tim Zimmerman    | Østre Gasværk Teater, Köpenhamn |
| 2023 | Berger  | Hair James Rado, Gerome Ragni och Galt MacDermot      | Rikard Bergqvist | Göta Lejon                      |
| 2024 | Galileo | We Will Rock You                                      | Åsa Engman       | Dalhalla                        |
| 2025 | Galileo | We Will Rock You                                      | Åsa Engman       | arenaturné                      |